# Gare d'Estaires
La gare d'Estaires est une ancienne gare ferroviaire française de la ligne de tramway de Béthune à Estaires, située sur le territoire de la commune d'Estaires, dans le département du Nord en région Hauts-de-France.

## Histoire
La gare est mise en service en 1899 lors de la mise en service de la ligne de tramway de Béthune à Estaires, elle est fermée lors de la fermeture de cette dernière le 31 décembre 1932.
L'ancienne gare a été démolie au cours de l'année 2018.